# マルシャンドール
マルシャンドール（Marchand d'Or、香港表記:黄金商人）はフランスで生産・調教された競走馬。主戦騎手はダヴィ・ボニヤが務め、デビュー戦からすべての競走に騎乗した。

## 経歴

### 2005年（2歳）
8月に競走馬デビュー戦迎えたが7着で、その後は休養に入りそのまま2歳を終えた。

### 2006年（3歳）
休養を終えて、3月の復帰戦で初勝利を挙げた。続く4月の準重賞競走は2着、5月の準重賞競走を制して2勝目を挙げ、重賞競走初挑戦となったポルトマイヨ賞 (G3) も制して重賞競走初勝利を挙げた。次のリゾランジ賞 (G3) こそ6着だったものの、G1競走初挑戦となったモーリス・ド・ゲスト賞では、8番人気の評価を覆してG1競走初勝利を挙げた。この勝利はフレディ・ヘッド厩舎にとっても管理馬のG1競走初勝利となった。しかし続くフォレ賞は7着という結果に終わり、その後は休養に入った。

### 2007年（4歳）
休養を終え古馬となっての初戦はドバイ遠征を行い初のダート戦となったドバイゴールデンシャヒーンで8着、帰国後初戦のミュゲ賞 (G2) も8着という結果に終わったが、続く2年連続出走となったポルトマイヨ賞 (G3) を制して同競走2連覇を達成した。次はイギリスに遠征してジュライカップに出走したが4着だったものの、連覇の懸かったモーリス・ド・ゲスト賞では、ダッチアートに1馬身差をつけて勝利、同競走2連覇を達成した。次は再びイギリスに遠征し、スプリントカップに出走したがレッドクラブスに3/4馬身差で敗れて2着、一旦帰国し2年連続出走となったフォレ賞は3着、香港に遠征して出走した香港スプリントは6着という結果に終わりその後は休養に入った。

### 2008年（5歳）
休養を終えての初戦となった6月のグロシェーヌ賞 (G2) を制し、続くゴールデンジュビリーステークスはキングスゲートネイティヴに敗れて6着だったものの、2年連続出走となったジュライカップを制してG1競走3勝目を挙げ、続く3連覇の懸かったモーリス・ド・ゲスト賞も制し、G1競走を連勝でG1競走通算4勝目を挙げた。この勝利は史上初のフランスにおける同一G1競走3連覇達成の快挙となった。10月のアベイ・ド・ロンシャン賞にも勝利し、G1競走3連勝。12月の香港スプリントは6着だった。

### 2009年（6歳）
初戦は2年ぶりにドバイ遠征を行って3月のドバイゴールデンシャヒーンに出走したが、12着と殿負けに終わった。その後、サンジョルジュ賞 (G3) では4着、連覇がかかったグロシェーヌ賞 (G2) では8着と精彩を欠いた。

### 2010年（7歳）
この年からミケル・デルザングル厩舎に転厩し、復帰戦となった5月のサンジョルジュ賞 (G3) で2年ぶりの勝利を挙げた。続くグロシェーヌ賞 (G3) では3着と好走した。その後、ゴールデンジュビリーステークスでは11着、ジュライカップとプティクヴェール賞 (G3) では共に9着と惨敗した。10月のアベイ・ド・ロンシャン賞では4着という結果だった。

### 2011年（8歳）
初戦のグロシェーヌ賞 (G2) では7着と惨敗。続くポルトマイヨ賞 (G3) では4着、モーリス・ド・ゲスト賞では3着と好走した。モートリー賞 (G3) では1番人気に応え勝利。10月のフォレ賞は6着、11月のセーネワーズ賞 (G3) では11着だった。

### 2012年（9歳）
初戦のリゾランジ賞 (G3) では3着に入るも、8月のモーリス・ド・ゲスト賞は8着に終わる。9月のプティクヴェール賞で5着に敗れ、この競走を最後に引退した。

## 年度別競走成績
- 2005年（2歳） 1戦0勝
- 2006年（3歳） 7戦4勝
  - 1着 ポルトマイヨ賞 (G3) 、モーリス・ド・ゲスト賞 (G1)
- 2007年（4歳） 8戦2勝
  - 1着 ポルトマイヨ賞 (G3) 、モーリス・ド・ゲスト賞 (G1)
  - 2着 スプリントカップ (G1)
  - 3着 フォレ賞 (G1)
- 2008年（5歳） 6戦4勝
  - 1着 グロシェーヌ賞 (G2) 、ジュライカップ (G1) 、モーリス・ド・ゲスト賞 (G1) 、アベイ・ド・ロンシャン賞 (G1)
- 2009年（6歳） 3戦0勝
- 2010年（7歳） 6戦1勝
  - 1着 サンジョルジュ賞 (G3)
- 2011年（8歳） 6戦1勝
  - 1着 モートリー賞 (G3)
  - 3着 モーリス・ド・ゲスト賞 (G1)
- 2012年（9歳） 3戦0勝
  - 3着 リゾランジ賞 (G3)

## 血統表
| マルシャンドールの血統(ヌレイエフ系 / Kenmare 3×3=25.00%、Northern Dancer 4×4=12.50%) | マルシャンドールの血統(ヌレイエフ系 / Kenmare 3×3=25.00%、Northern Dancer 4×4=12.50%) | マルシャンドールの血統(ヌレイエフ系 / Kenmare 3×3=25.00%、Northern Dancer 4×4=12.50%) | （血統表の出典）         | （血統表の出典） |
| 父 Marchand de Sable 1990 黒鹿毛                                                      | 父の父Theatrical 1982 鹿毛                                                            | Nureyev                                                                               | Northern Dancer          | Northern Dancer  |
| 父 Marchand de Sable 1990 黒鹿毛                                                      | 父の父Theatrical 1982 鹿毛                                                            | Nureyev                                                                               | Special                  |                  |
| 父 Marchand de Sable 1990 黒鹿毛                                                      | 父の父Theatrical 1982 鹿毛                                                            | *ツリーオブノレッジ Tree of Knowledge                                                 | Sassafras                | Sassafras        |
| 父 Marchand de Sable 1990 黒鹿毛                                                      | 父の父Theatrical 1982 鹿毛                                                            | *ツリーオブノレッジ Tree of Knowledge                                                 | Sensibility              |                  |
| 父 Marchand de Sable 1990 黒鹿毛                                                      | 父の母Mercantile 1983 鹿毛                                                            | Kenmare                                                                               | Kalamoun                 | Kalamoun         |
| 父 Marchand de Sable 1990 黒鹿毛                                                      | 父の母Mercantile 1983 鹿毛                                                            | Kenmare                                                                               | Belle of Ireland         |                  |
| 父 Marchand de Sable 1990 黒鹿毛                                                      | 父の母Mercantile 1983 鹿毛                                                            | Mercuriale                                                                            | Pan                      | Pan              |
| 父 Marchand de Sable 1990 黒鹿毛                                                      | 父の母Mercantile 1983 鹿毛                                                            | Mercuriale                                                                            | Sirrima                  |                  |
| 母 Fedora 1998 芦毛                                                                   | 母の父Kendor 1986 芦毛                                                                | Kenmare                                                                               | Kalamoun                 | Kalamoun         |
| 母 Fedora 1998 芦毛                                                                   | 母の父Kendor 1986 芦毛                                                                | Kenmare                                                                               | Belle of Ireland         |                  |
| 母 Fedora 1998 芦毛                                                                   | 母の父Kendor 1986 芦毛                                                                | Belle Mecene                                                                          | *ゲイメセン              | *ゲイメセン      |
| 母 Fedora 1998 芦毛                                                                   | 母の父Kendor 1986 芦毛                                                                | Belle Mecene                                                                          | Djaka Belle              |                  |
| 母 Fedora 1998 芦毛                                                                   | 母の母Far But Near 1989 鹿毛                                                          | Far North                                                                             | Northern Dancer          | Northern Dancer  |
| 母 Fedora 1998 芦毛                                                                   | 母の母Far But Near 1989 鹿毛                                                          | Far North                                                                             | Fleur                    |                  |
| 母 Fedora 1998 芦毛                                                                   | 母の母Far But Near 1989 鹿毛                                                          | Kesar Queen                                                                           | Nashua                   | Nashua           |
| 母 Fedora 1998 芦毛                                                                   | 母の母Far But Near 1989 鹿毛                                                          | Kesar Queen                                                                           | Meadow Saffron F-No.11-f |                  |